# Голямо Асеново
Голямо Асеново е село в Южна България. То се намира в община Димитровград, област Хасково.

## Културни и природни забележителности
В землището на село Голямо Асеново се намира защитената местност – природен резерват Пропадналото блато.
Образува се вследствие на подземните минно-добивни дейности, след изземване на въглищния пласт. В близост и под коритото на река Белоизворска се получило пропадане на земни маси. Образувалите се по този начин вдлъбнатини в земната повърхност, впоследствие се напълнили с вода от реката, обрасли с папур, тръстика, роголист и други водни растения. С течение на времето сформиралите се така влажни зони се превърнали в биотоп, привличащ множество видове животни от различни таксономични групи.

## Редовни събития
Традиционният събор на селото се провежда на 8 септември – денят на Рождество Богородично – малка Богородица.

## Личности

### Родени
- Тилю Колев (1859 – 1928), български военен деец, генерал